# Ocnele Mari
Ocnele Mari város Vâlcea megyében, Olténiában, Romániában.

## Fekvése
A Sărat patak mentén helyezkedik el, kb. 320 m-es tengerszint feletti magasságban, 400–600 m-es hegyekkel övezve. Ezek a hegyek nagy mennyiségű kősót rejtenek magukban, innen származik a település neve is, az „ocna” szó jelentése sóbánya.

## Történelem
Első írásos említése 1408-ból való.
A XVI. századi dokumentumok Ocna de la Râmnic néven említik.
Az itt a felszínre törő sóban gazdag termálvizeket 1812-től kezdik el szervezetten felhasználni a gyógyulni vágyók. Az eszt követő évtizedekben nagy számban érkeztek turisták, főleg Craiovából, ezért is nevezték a várost Craiova tengerének.
1960-ban városi rangot kapott.

## Népesség
A település lakosságának alakulása:
- 1912 - 5.120 lakos
- 1930 - 7.223 lakos
- 1948 - 6.159 lakos
- 1956 - 4.420 lakos
- 1966 - 3.651 lakos
- 1977 - 3.883 lakos
- 1992 - 3.617 lakos
- 2002 - 3.563 lakos

## Látnivalók
- Gyógyfürdők
- Kolostorok
- Az évszázadokon keresztül épített tárnák beszakadása helyén kialakult kráterek. Az utolsó ilyen kráter 2004. szeptember 11-én jött létre, a Țeica domb alatt lévő tárnák beszakadásával.

## Gazdaság
Gazdaságának fő ágazatai a turizmus és a sóbányászat.

## Külső hivatkozások
- A városról